# Love and Freindship
Love and Freindship (sic) is een korte briefroman van Jane Austen. Het verhaal is geschreven in 1790, toen Austen veertien jaar oud was. Men vermoedt dat dit verhaal oorspronkelijk is geschreven ter amusement van Austens familie. De verschillende feuilletons zijn geschreven als brieven van de romanheldin Laura aan Marianne, de dochter van Laura's vriendin Isabel, de Gravin van Feullide, en zijn mogelijk ooit bedoeld als korte verhalen die Jane Austen 's avonds aan haar familie of aan haar zuster Cassandra kon voorlezen.
Love and Freindship (het woord "friendship" is door Austen zelf verkeerd gespeld) is een parodie op de romans die Austen in haar jeugd had gelezen. Dit wordt onder meer duidelijk uit de ondertitel van het boek: "Deceived in Freindship and Betrayed in Love", die de "romantische" titel volledig onderuithaalt.
In deze roman is de ontwikkeling van Austens gevatte schrijfstijl en haar minachting voor romantische (over)gevoeligheid die in haar latere werken zo uitgesproken naar voren komt al duidelijk herkenbaar.

## Verfilming
Om verwarring te voorkomen: Love and Freindship vormt niet de basis voor de film Love and Friendship (2016) van regisseur Whit Stillman. Hij maakte een film losjes gebaseerd op een ander kort verhaal van Jane Austen, Lady Susan. Hij veranderde de titel in Love and Friendship, omdat hij de film een Austen-achtig gevoel wilde geven.